# Велика чистка
Велика чистка или Велики терор (рус. Большой террор), такође познато као Година '37 (рус. 37-ой год) и Јежовшина ('доба Јежова'), низ је кампања политичке репресије и прогона који су се дешавали у Совјетском Савезу у периоду 1936—1938. Ову кампању је замислио и њоме управљао Јосиф Стаљин. Почела је чишћењем Комунистичке партије и владиних званичника, репресијом сељака, а настављено са вођством Црвене армије, и прогон неподобних лица. Обележиле су је јак полицијски надзор, распрострањена параноја од „диверзаната“, затвора, и погубљења. У руској историографији се период најинтензивније чистке, 1937—1938, назива Јежовшчина по Николају Јежову, шефу совјетске тајне полиције, НКВД. Историчари процењују да је укупан број смртних случајева услед стаљинистичке репресије 1937–38 између 950.000 и 1,2 милиона.
„Операција кулак“ и злостављање националних мањина биле су главне компоненте Великог терора. Заједно су ове две акције чиниле девет десетина смртних пресуда и три четвртине осуда на затворске логоре Гулага.
У западном свету књига Роберта Конквеста из 1968. године The Great Terror популаризовала је ову фразу. Сам Конквестов наслов био је алузија на период Француске револуције познат као владавина терора (француски: la Terreur, „терор“; од јуна до јула 1794: la Grande Terreur, „велики терор“).

## Увод
Израз репресија службено се користио за описивање кривичног гоњења људи које је тадашњи лидер Совјетског Савеза Јосиф Стаљин сматрао контрареволуционарима и непријатељима народа. Историчари расправљају о узроцима чишћења, попут Стаљинове параноје или његове жеље да уклони неистомишљенике из Комунистичке партије или да учврсти свој ауторитет. Чистке су почеле у Црвеној армији, и тамо развијене технике брзо су се прилагодиле чишћењу у другим секторима. Највише пажње јавности било је усмерено на чишћење одређених делова руководства Комунистичке партије, као и владиних бирократа и вођа оружаних снага, од којих су већина били чланови партије. Те кампање су утицале и на многе друге категорије друштва: интелигенцију, сељаштво - посебно оне који позајмљују новац или богатство (кулаке) - и професионалце.
Низ операција НКВД-а захватио је бројне националне мањине, оптужене да су заједнице „пете колоне”. Пољска војна организације је званично објаснила бројне чистке као елиминисање могућности саботаже и шпијунаже, и сходно томе, многе жртве чистке били су обични совјетски држављани пољског порекла.
Према говору Никите Хрушчова из 1956. године „О култу личности и његовим последицама“ и историчару Роберту Конквесту, велики број оптужби, посебно оних изнетих на Московским процесима, заснивао се на принудним признањима, често изнуђеним мучењем, и слободним тумачењима Члана 58 Казненог закона РСФСР, који се бавио контрареволуционарним злочинима. Правни поступак, како га је дефинисао совјетски закон који је тада био на снази, често су углавном замењивали скраћени поступци НКВД тројки.
Стотине хиљада жртава оптужено је за разне политичке злочине (шпијунажа, рушење поретка, саботажа, антисовјетска агитација, завере за припрему побуна и државних удара); они су стрељани по кратком поступку или послати у радне логоре Гулага. Многи су умрли у казненим радним логорима од глади, болести, изложености и прекомерног рада. Експериментално су коришћене и друге методе уклањања жртава. У Москви је документована употреба душегупки које су коришћене за убијање жртава током њиховог превоза до полигона Бутово.

## Ток чистке
Након смрти Владимира Лењина 1924. године, у Комунистичкој партији, владајућој странци у Совјетском Савезу (СССР), настао је вакуум моћи. Разне познате личности у Лењиновој влади покушале су да га наследе. До 1928. године, Јосиф Стаљин, генерални секретар странке, тријумфовао је над својим противницима и преузео контролу над странком. У почетку је Стаљиново вођство било широко прихваћено; његов главни политички противник, Лав Троцки, био је приморан на изгнанство 1929. године, а Стаљинова доктрина „социјализма у једној земљи“ постала је утврђена политика странке. Међутим, почетком 1930-их, партијски званичници су почели да губе веру у његово вођство, углавном због људских жртава првог петогодишњег плана и колективизације пољопривреде, посебно укључујући и Холодомор у Украјини.
Од 1930. године па надаље, партијски и полицијски званичници су се плашили „друштвеног нереда“ изазваног превирањима присилне колективизације сељака и резултирајуће глади 1930–1933, као и масовне и неконтролисане миграције милиона сељака у градове. Претња ратом појачала је Стаљинову и генерално совјетску перцепцију маргиналних и политички сумњивих популација као потенцијалног извора устанка у случају инвазије. Стаљин је почео да планира превентивну елиминацију таквих потенцијалних регрута за митску „пету колону штедионица, терориста и шпијуна“.
Термин „чистка“ у совјетском политичком сленгу био је скраћеница израза „чистка партијских редова“. Године 1933, на пример, Партија је избацила око 400.000 људи. Али од 1936. до 1953. године, термин је променио своје значење, јер је искључење из Партије почело да значи готово сигурно хапшење, затварање, а често и погубљење.
Политичка чистка је првенствено била Стаљинов покушај да елиминише изазов од прошлих и потенцијалних опозиционих група, укључујући лево и десно крило које су предводили Лав Троцки и Николај Бухарин. Након Грађанског рата и реконструкције совјетске економије крајем 1920-их, ветерани бољшевици више нису сматрали неопходном „привремену“ ратну диктатуру, која је прешла са Лењина на Стаљина. Стаљинови противници унутар Комунистичке партије критиковали су га као недемократског и немарног према бирократској корупцији.
Ово противљење тадашњем руководству је можда акумулирало значајну подршку међу радничком класом нападајући привилегије и луксуз који је држава нудила својој високоплаћеној елити. Афера Рјутин је изгледа оправдала Стаљинове сумње. Рјутин је радио са још већим тајним Опозиционим блоком у којем су учествовали Лав Троцки и Григориј Зиновјев, а што је касније довело до њихове смрти. Стаљин је спровео забрану партијских фракција и деградирао оне чланове странке који су му се противили, чиме је ефикасно окончан демократски централизам.
У новом облику партијске организације, Политбиро, а посебно Стаљин, били су једини дистрибутери идеологије. То је захтевало елиминацију свих марксиста са другачијим ставовима, посебно оних међу престижном „старом гардом“ револуционара. Како су чистке почеле, влада (преко НКВД-а) је стрељала бољшевичке хероје, укључујући Михаила Тухачевског и Белу Куна, као и већину Лењиновог Политбироа, због неслагања у политици. НКВД је нападао присталице, пријатеље и породице ових „јеретичких“ марксиста, без обзира да ли су живели у Русији или не. НКВД је скоро уништио Троцкијеву породицу пре него што га је убио у Мексику; Агент НКВД-а Рамон Меркадер био је део оперативне групе за атентат коју је формирао специјални агент Павел Судоплатов, по личном наређењу Стаљина.
До 1934. године, неколико Стаљинових ривала, попут Троцког, почело је да позива на Стаљиново уклањање и покушало је да сломи његову контролу над странком. У овој атмосфери сумње и подозрења, популарни високи званичник Сергеј Киров је убијен. Атентат, у децембру 1934. године, довео је до истраге која је открила мрежу чланова странке који су наводно радили против Стаљина, укључујући и неколико Стаљинових ривала. Многи од ухапшених након Кировог убиства, међу којима су били и високи партијски званичници, такође су признали планове да сами убију Стаљина, иако често под принудом. О валидности ових признања историчари расправљају, али постоји консензус да је Кировова смрт била прекретница у којој је Стаљин одлучио да предузме акцију и започне чистке. Неки каснији историчари су дошли до уверења да је Стаљин организовао убиство, или барем да је било довољно доказа да се дође до таквог закључка. Киров је био чврсти Стаљинов лојалиста, али Стаљин га је можда сматрао потенцијалним ривалом због његове растуће популарности међу умеренима. Конгрес Партије 1934. године изабрао је Кирова у Централни комитет са само три гласа против, најмање од свих кандидата, док је Стаљин је добио 292 гласа против. Након Кировог убиства, НКВД је оптужио све већу групу бивших опозиционара за Кирово убиство, као и за растући списак других преступа, укључујући издају, тероризам, саботажу и шпијунажу.
Још једно оправдање за чистку било је уклањање сваке могуће „пете колоне“ у случају рата. Вјачеслав Молотов и Лазар Каганович, учесници у репресији као чланови Политбироа, одржавали су ово оправдање током целе чистке; сваки од њих је потписао многе листе за смрт. Стаљин је веровао да је рат неизбежан, претио му је и експлицитно непријатељска Немачка и експанзионистички Јапан. Совјетска штампа је приказивала земљу као угрожену изнутра од стране фашистичких шпијуна.
Од Октобарске револуције па надаље, Лењин је користио репресију против перципираних и легитимних непријатеља бољшевика као систематску методу усађивања страха и олакшавања контроле над становништвом у кампањи названој Црвени терор. Како се Руски грађански рат ближио крају, ова кампања је опуштена иако је тајна полиција остала активна. Од 1924. до 1928. године, масовна репресија – укључујући затварање у систему ГУЛАГ – значајно је опала.
До 1929. године, Стаљин је победио своје политичке противнике и стекао потпуну контролу над странком. Организовао је комитет за почетак процеса индустријализације Совјетског Савеза. Негативна реакција против индустријализације и колективизације пољопривреде ескалирала је, што је подстакло Стаљина да повећа присуство полиције у руралним подручјима. Совјетске власти су појачале репресију против кулака (тј. богатих сељака који су поседовали пољопривредно земљиште) у политици названој декулакизација. Кулаци су одговорили уништавањем приноса усева и другим актима саботаже против совјетске владе. Несташица хране довела је до масовне глади широм СССР-а и успорила петогодишњи план.
Главна карактеристика Велике чистке била је да су, по први пут, чланови владајуће странке били масовно укључени као жртве репресије. Поред обичних грађана, истакнути чланови Комунистичке партије такође су били мете чистки. Чистку Партије пратила је чистка целог друштва. Совјетски историчари организују Велику чистку у три одговарајућа суђења. Следећи догађаји се користе за разграничење периода:
- 1936, Први московски процес.
- 1937, увођење тројки НКВД-а за спровођење „револуционарне правде“.
- 1937, усвајање члана 58-14 о „контрареволуционарној саботажи“.
- 1937, Други московски процес.
- 1937, Војна чистка.
- 1938, Трећи московски процес.

## Први и други московски процес
Између 1936. и 1938. године одржана су три веома велика московска суђења бившим високим лидерима Комунистичке партије, на којима су оптужени за заверу са фашистичким и капиталистичким силама ради атентата на Стаљина и друге совјетске лидере, распарчавања Совјетског Савеза и обнове капитализма. Ова суђења су добила велики публицитет и била су опширно извештавана од стране спољног света.
Прво суђење је било 16 чланова такозваног „троцкистичко-каменевског-зиновевског-левичарског-контрареволуционарног блока“, одржаног у августу 1936. године, на којем су главни оптужени били Григориј Зиновјев и Лав Каменев, двојица најистакнутијих бивших партијских лидера, који су заиста били чланови Завереничког блока који се противио Стаљину, иако су његове активности биле преувеличане. Између осталих оптужби, инкриминисани су за атентат на Кирова и планирање убиства Стаљина. Након што су признали оптужбе, сви су осуђени на смрт и погубљени.
Друго суђење у јануару 1937. године обухватило је 17 мање познатих личности познатих као „антисовјетски троцкистички центар“, међу којима су били Карл Радек, Јуриј Пјатаков и Григориј Сокољников, а оптужени су за заверу са Троцким, за кога се говорило да је ковао заверу са Немачком. Тринаест оптужених је на крају погубљено стрељањем, а остали су добили казне у радним логорима где су убрзо умрли.
Такође је одржано тајно суђење пред војним судом групи команданата Црвене армије, укључујући Михаила Тухачевског, у јуну 1937. године.
Признања су давана тек након што је на оптужене примењен велики психолошки притисак и мучење. Из исказа бившег официра ОГПУ Александра Орлова и других, познате су методе које су коришћене за изнуђивање признања: мучења попут вишеструких батина, симулираних дављења, приморавања затвореника да стоје или не спавају данима, и претње хапшењем и погубљењем породица затвореника.

### Дјуијева комисија
У мају 1937. године, у Сједињеним Државама, присталице Троцког основале су Комисију за истрагу о оптужбама изнетим против Лава Троцког на Московским процесима, познату као Дјуијева комисија, како би утврдиле истину о суђењима. На челу комисије био је познати амерички филозоф и просветни радник Џон Дјуи. Иако су саслушања очигледно спроведена са циљем да се докаже Троцкијева невиност, она су изнела на видело доказе који су утврдили да неке од конкретних оптужби изнетих на суђењима не могу бити истините.
Дјуијева комисија је касније објавила своје налазе у књизи од 422 странице под називом „Није крив“. Њени закључци су потврдили невиност свих осуђених на Московским процесима.

## Треће московско суђење
Треће и последње суђење, у марту 1938. године, познато као Процес двадесетједној особи, најпознатије је од совјетских монтажних суђења, због умешаних особа и обима оптужби које су повезивале све лабаве нити из ранијих суђења. Намењено као кулминација претходних суђења, обухватало је 21 оптуженог за које се тврди да припадају „Блоку десничара и троцкиста“, који су наводно предводили Николај Бухарин, бивши председник Комунистичке интернационале, бивши премијер Алексеј Риков, Кристијан Раковски, Николај Крестински и Генрих Јагода, недавно опозорени шеф НКВД-а.
Иако је Опозициони блок који је предводио Троцки и са зиновјевцима заиста постојао, Пјер Бруе тврди да Бухарин није био умешан. За разлику од Бруеа, један од његових бивших савезника, Жил Умбер-Дроз, рекао је у својим мемоарима да му је Бухарин рекао да је формирао тајни блок са Зиновјевом и Каменевом како би уклонио Стаљина са руководства.
Чињеница да је Јагода био један од оптужених показала је брзину којом су чистке прождирале своје. Тврдило се да су Бухарин и други покушавали да убију Лењина и Стаљина од 1918. године, убију Максима Горког тровањем, поделе СССР-а и предају његове територије Немачкој, Јапану и Великој Британији, као и друге оптужбе.
Чак су и раније симпатични посматрачи који су прихватили ранија суђења имали све веће потешкоће да прихвате ове нове оптужбе како су постајале све апсурдније, а чистка се проширила и обухватила скоро сваког живог старобољшевичког вођу осим Стаљина и Калинина. Ниједан други злочин из Стаљинових година није толико заокупио западне интелектуалце као суђење и погубљење Бухарина, који је био марксистички теоретичар међународног угледа. За неке истакнуте комунисте попут Бертрама Вулфа, Џеја Лавстона, Артура Кестлера и Хајнриха Брандлера, суђење Бухарину означило је њихов коначни раскид са комунизмом, па чак и прву тројицу на крају претворило у ватрене антикомунисте. За њих је Бухариново признање симболизовало разарања комунизма, који није само уништио своје синове већ их је и регрутовао на самоуништење и индивидуално одрицање.

## Кампање усмерене на националности
Серија масовних операција НКВД-а спроведена је од 1937. до 1938. године усмерених на одређене националности унутар Совјетског Савеза, по наређењу Николаја Јежова.
Пољска операција НКВД-а била је највећа ове врсте. Пољска операција је однела највећи број жртава НКВД-а: 143.810 хапшења и 111.091 погубљења према евиденцији. Снајдер процењује да је најмање осамдесет пет хиљада њих било етничких Пољака. Остали су „сумњичени“ да су Пољаци, без даље истраге.
Јаков Алкснис, командант Ваздухопловних снага Црвене армије, постао је жртва „Летонске операције“ 1938. године.
Пољаци су чинили 12,5% оних који су убијени током Великог терора, док су чинили само 0,4% становништва. Укупно, националне мањине које су биле циљане у овим кампањама чиниле су 36% жртава Велике чистке, упркос томе што су чиниле само 1,6% становништва Совјетског Савеза. 74% етничких мањина ухапшених током Велике чистке погубљено је, док су они осуђени током операције Кулак имали само 50% шансе да буду погубљени.
Жене и деца ухапшених и погубљених третирани су Наредбом НКВД-а бр. 00486. Жене су осуђене на принудни рад у трајању од 5 или 10 година. Њихова малолетна деца су смештена у сиротишта. Сва имовина је конфискована. Проширене породице су намерно остављене без ичега за живот, што је обично запечатило и њихову судбину, погађајући и до 200.000–250.000 људи пољског порекла, у зависности од величине њихових породица.
Пољска операција НКВД-а послужила је као модел за низ сличних тајних декрета НКВД-а усмерених на бројне националности дијаспоре Совјетског Савеза: финске, летонске, естонске, бугарске, југословенске, авганистанске, иранске, грчке и кинеске. Од операција против националних мањина, била је највећа, одмах после „Операције Кулак“ по броју жртава. Према Тимотију Снајдеру, етнички Пољаци су чинили највећу групу жртава Великог терора, чинећи мање од 0,5% становништва земље, али 12,5% погубљених.
Тимоти Снајдер приписује 300.000 смртних случајева током Велике чистке „националном терору“, укључујући етничке мањине и украјинске „кулаке“ који су преживели раскулачивање и Холодомор који је коришћен за убијање милиона почетком 1930-их. Лев Копелев је написао „У Украјини је 1937. почела 1933. године“, мислећи на раније совјетске политичке репресије у Украјини. Такође је дошло до смртоносног прогона украјинских културних елита, које се називају Ренесансом погубљених. Статистика украјинског Министарства спољних послова показује да је око 200.000 жртава Велике чистке било Украјинци.
Током Стаљинове чистке у Москви су стрељани сви дотадашњи генерални секретари КПЈ: Филип Филиповић, Сима Марковић, Ђуро Цвијић, Јован Малишић и тадашњи Милан Горкић,. Поред њих, стрељано је на стотине истакнутих југословенских комуниста, међу којима је било шпанских бораца, секретара СКОЈ-а, партијских руководилаца, чланова ЦК КПЈ и Политбироа. Међу њима је био потпуковник шпанске републиканске армије Владимир Ћопић.

## Чистка војске
Чистка Црвене армије и Војне поморске флоте уклонила је тројицу од пет маршала, 13 од 15 армијских команданата, осам од девет адмирала] 50 од 57 команданата армијских корпуса, 154 од 186 команданата дивизија, 16 од 16 армијских комесара и 25 од 28 комесара армијских корпуса.
У почетку се сматрало да је 25–50% официра Црвене армије очишћено; сада се зна да је права бројка у распону од 3,7–7,7%. Ова неусаглашеност је била резултат систематског потцењивања стварне величине официрског кора Црвене армије, а превиђено је да је већина оних који су прошли чишћење једноставно искључена из Партије. Тридесет процената официра прочишћених између 1937. и 1939. године било је дозвољено да се врате у службу.
Тврдило се да је чишћење војске поткрепљено немачким фалсификованим документима (наводна преписка између маршала Тухачевског и чланова немачке високе команде). Ова тврдња није поткрепљена чињеницама, јер је до тренутка када су документи наводно настали, двојица чланова Тухачевске групе већ била затворена, а до тренутка када је документ наводно стигао до Стаљина, процес чишћења је већ био у току. Штавише, стварни докази представљени на суђењу добијени су из присилних признања.
Чишћење је имало значајан утицај на доношење одлука у Немачкој у Другом светском рату: многи немачки генерали су се противили инвазији на Русију, али Хитлер се није сложио, тврдећи да је Црвена армија била мање ефикасна након што је њено интелектуално вођство елиминисано у чишћењу.

## Шира чистка
Руски троцкистички историчар Вадим Роговин тврдио је да је Стаљин уништио хиљаде страних комуниста способних да воде социјалистичке промене у својим земљама. Поменуо је 600 активних бугарских комуниста који су страдали у његовим логорима, заједно са хиљадама немачких комуниста које је Стаљин предао Гестапоу након потписивања немачко-совјетског пакта. Роговин је такође напоменуо да је шеснаест чланова Централног комитета Комунистичке партије Немачке постало жртвама стаљинистичког терора. Репресивне мере су спроведене и над мађарском, југословенском и другим пољским комунистичким партијама.
Према историчару Ерику Д. Вајцу, 60% немачких прогнаника у Совјетском Савезу је ликвидирано током стаљинистичког терора, а већи део чланства Политбироа КПД-а је умро у Совјетском Савезу него у нацистичкој Немачкој. Вајц је такође напоменуо да су стотине немачких грађана, од којих су већина били комунисти, предате Гестапоу из Стаљинове администрације. Многе јеврејске личности попут Александра Вајсберга-Цибулског и Фрица Хоутерманса ухапшене су 1937. године од стране НКВД-а и предате немачком Гестапоу. Јозеф Бергер-Барзилај, суоснивач Комунистичке партије Палестине, провео је двадесет година у Стаљиновим затворима и концентрационим логорима након чистки 1937. године.
Спољашње чистке су спроведене и у Шпанији, у којима је НКВД надгледао чистке антистаљинистичких елемената у шпанским републиканским снагама, укључујући троцкистичке и анархистичке фракције. Значајнији случајеви укључују погубљење Андреуа Нина, шпанског члана ПОУМ-а и бившег владиног министра Хосеа Роблеса, левичарског академика и преводиоца, заједно са многим члановима фракције ПОУМ-а.
Од шест чланова првобитног Политбироа током Октобарске револуције који су живели до Велике чистке, сам Стаљин је био једини који је остао жив у Совјетском Савезу. Четири од осталих пет су погубљена; Пети, Лав Троцки, био је приморан на егзил ван Совјетског Савеза 1929. године, али га је у Мексику убио совјетски агент Рамон Меркадер 1940. године. Од седам чланова изабраних у Политбиро између Октобарске револуције и Лењинове смрти 1924. године, четири су погубљена, један (Томски) је извршио самоубиство, а два (Молотов и Калињин) су преживела.
Низ докумената које је 1992. године у архиви Централног комитета открио Владимир Буковски показује да су постојала ограничења за хапшења и погубљења као и за све друге активности у планској економији.

### Филм
- Pultz, David, dir. (1997), Eternal Memory: Voices from the Great Terror [81:00, documentary film]. Narrated by Meryl Streep. USA.